# Pier Luigi Bernabò
Pier Luigi Bernabò (La Spezia, 28 giugno 1948) è un rugbista a 15, allenatore di rugby a 15, dirigente sportivo e imprenditore italiano, in carriera attivo nel ruolo di seconda linea di S.S. Lazio e Rugby Roma e 5 volte internazionale per Italia; già consigliere FIR dal 2004 al 2012 e presidente della franchigia delle Zebre dal 2013 al 2015.

## Biografia
Nasce a La Spezia il 28 giugno 1948 da madre istriana e padre ligure.
È sposato con 2 figli: Claudio, ex giocatore della Lazio Rugby in Serie A, e Valerio, ex Nazionale con 33 Cap e la presenza alle Edizioni della Coppa del Mondo del 2007 e 2015.
Fino al 1960 vive con la famiglia nei campi profughi di Roio Pineta (L’Aquila ), nelle “Le Casermette” a Centocelle (Roma) e poi nel Villaggio Profughi Giuliano/Dalmati ad Acilia.
Custodisce orgogliosamente l’Attestato di Profughi rilasciato ai suoi genitori e lo considera uno stemma di famiglia.
Nel 1960 va ad abitare a Roma al Villaggio Olimpico, un luogo dove si respira aria di sport a 360°.
Si diploma al Liceo Classico G.Mameli, mentre interrompe gli studi universitari non riuscendo a conciliare gli impegni di famiglia, lavoro e sport.
Ha lavorato presso la Direzione Generale di aziende multinazionali del settore assicurativo ricoprendo ruoli e funzioni apicali nell’ambito della Selezione e Formazione del Personale e della Direzione Commerciale.
Giovanissimo è stato selezionato dalla multinazionale ITT e inserito in un importante progetto di Organizzazione Aziendale della McKinsey.
Nel 1984 lascia l’attività di Dirigente di azienda e si dedica alla libera professione.
La sua presenza nel mondo del rugby è intensa.
Inizia a giocare nel 1966 con le giovanili della Lazio, diventa titolare nella prima squadra nel 1968 e nel 1970 all’età di 22 anni non compiuti fa il suo esordio in Nazionale.
Lascia l’attività internazionale nel 1973 ma continua comunque a giocare nel Campionato Italiano di serie A fino al 1979.
È “costretto” a tornare in campo nel 1982 quando riceve una chiamata per prendere le redini della “sua” Lazio retrocessa dalla serie A alla serie C.
Seguono 2 stagioni esaltanti nelle quali, facendo leva esclusivamente sul vivaio del settore giovanile e su ragazzi di grande valore umano e sportivo, è allenatore e giocatore di una splendida squadra che conquista due promozioni consecutive e torna nella massima divisione.
Conclude l’impegnativa esperienza di campo per dedicarsi completamente alla famiglia e alla propria azienda.
Nel 1992 ha inizio il percorso di Dirigente Sportivo.
Fonda la Lazio Club insieme ad un gruppo di ex compagni di squadra, gli stessi che in due stagioni avevano riportato la squadra in Serie A, e ne diventa il Presidente.
Condivide una visione la cui centralità è espressa dallo slogan del Club “Fare sport senza l’obbligo di diventare campioni”, senza rinunciare ovviamente ad un progetto tecnico ben definito: sono numerosi gli atleti che entrano a far parte delle varie Nazionali Giovanili e Seniores.
Nel 2004 è eletto Consigliere della Federazione Italiana Rugby ricoprendo diverse funzioni, tra le quali: 
- Dirigente addetto alla Nazionale Maggiore, incarico che ricopre fino alla Coppa Mondo del 2007 in Francia;
- Rappresentante della FIR per il progetto di ristrutturazione e ampliamento dello Stadio Flaminio, la cui realizzazione si ferma proprio nel momento in cui sembrano superate le difficoltà legate ai vincoli con le Soprintendenze dei Beni Architettonici e Archeologici;
- Coordinatore del Comitato Organizzatore per la candidatura dell’Italia come sede ospitante la Coppa del Mondo del 2015;
- Promotore del passaggio delle partite interne del 6 Nazioni allo Stadio Olimpico, con l’obiettivo di scongiurare il trasferimento del Torneo in altra città: lo Stadio Flaminio è sempre più fatiscente e considerato dal Board del 6 Nazioni inadeguato per il livello del Torneo;
- Presidente della Franchigia Federale delle Zebre Rugby nelle stagioni 2013/2014 e 2014/2015.

Nel 2012, a seguito della decisione di giocare le partita interne del 6 Nazioni allo Stadio Olimpico, dà le dimissioni da Consigliere Federale e assume l’incarico di Direttore dell’Area Eventi della FIR.
La sfida dell’Olimpico, grazie alla lungimiranza del Presidente Dondi, si rivela vincente per i benefici economici e di immagine che porta alla FIR: l’elevato e apprezzato standard di gestione dell’Evento che dura negli anni, nonostante le difficoltà legate alla mancanza di competitività della squadra, contribuirà a garantire la legittimità della partecipazione dell’Italia al 6 Nazioni.
“Rugby Passione Italiana” e successivamente “Rugby Passione e Cultura” sono i claim rappresentativi di una mission che deve mantenere l’entusiasmo e l’interesse per un Evento fondamentale per la Federazione.
Oggi il messaggio è “STRINGIAMCI A COORTE”, con il quale viene codificata la direzione da seguire: privilegiare la profondità (qualità) rispetto alla larghezza (quantità).
L’intuizione di “ridurre”, con il criterio della modularità, la capienza dello Stadio Olimpico a 45mila spettatori con un dressing che esprime identità e appartenenza è una modalità con la quale si vogliono diffondere chiari messaggi di coerenza mantenendo un profilo adeguato alla reale consistenza del posizionamento del rugby in Italia.
La Certificazione ISO20121 ”6 Nazioni Evento Sostenibile “ ottenuta nel 2022 e confermata nel 2023 è invece la concreta dimostrazione della volontà di continua ricerca di qualificanti elementi di distinzione.
Il “lascito” dell’Evento” è al centro del sistema.